# Kvášňovice
Kvášňovice település Csehországban, a Klatovyi járásban. Kvášňovice Velký Bor, Oselce, Nekvasovy, Kovčín, Olšany és Chanovice településekkel határos. Lakosainak száma 132 fő (2024. január 1.).

## Népesség
A település lakosságának változását az alábbi diagram mutatja:
| Lakosok száma | 353  | 410  | 363  | 251  | 172  | 125  | 117  | 126  | 129  | 132  |
|               | 1869 | 1900 | 1921 | 1961 | 1980 | 2011 | 2016 | 2019 | 2021 | 2024 |